# Palaeorhiza flavipennis
Palaeorhiza flavipennis là một loài Hymenoptera trong họ Colletidae. Loài này được Hirashima mô tả khoa học năm 1978.